# Jacques Verduyn
Jacques Verduyn (Brugge, 2 december 1946) is een Belgisch hyperrealistisch beeldend kunstenaar. 

## Levensloop
Hij was vrije leerling tekenen en schilderen aan de Academie voor Schone Kunsten van Brugge en Aalst, voor hij in 1966 Plastische Kunsten aan de Rijksnormaalschool in Gent studeerde bij o.m. Octave Landuyt. In 1978 en 1979 behaalde hij de diploma's leraar Tekenen Hoger Secundair Onderwijs en leraar Tekenen Hoger Onderwijs via de middenjury.
Werk van hem werd geselecteerd voor de tweede Triënnale Brugge voor hedendaagse kunst in 1972. In 1974 werd Verduyn laureaat van de Provinciale Prijs voor Beeldhouwkunst West-Vlaanderen met Veerle en Pat (polyester, levensgroot). In datzelfde jaar kocht de provincie West-Vlaanderen zijn Transistormeisje, dat opgenomen werd in de collectie van het PMMK, nu Mu.ZEE. Andere beelden van hem zijn opgenomen in de collecties van het Groeningemuseum in Brugge en de Belfius-collectie in Brussel.